# Gens
Een gens (meervoud gentes) was een geslacht of groep van familiae in het oude Rome met een gemeenschappelijke naam en voorouder. In de Romeinse naamgevingsconventies was de tweede naam de aanduiding van de gens (nomen gentile, meervoud nomina gentilia) waar de persoon toe behoorde. De term is ook gebruikt om te refereren aan de families binnen een clansysteem in een andere context, waaronder stamverbanden. 
De oorsprong van de gentes is over het algemeen onduidelijk, al zijn ze waarschijnlijk niet zo oud als de Romeinen zelf dachten; niettegenstaande het feit dat sommige geassocieerd werden met een specifieke cultus of ceremonie, waren allen in eerste instantie persoonlijke en familienamen, zonder een bepaalde politieke of publieke functie. Ook hadden de gentes normaal gesproken niet de legendarische stichters die wel aanbeden werden, en er is geen aanwijzing bekend dat de vergaderingen van leden van de gens enig soort wettelijk bindende resolutie aangenomen hebben. Sommige namen hebben duidelijk een Indo-Europese etymologie, en sommige hebben hun oorsprong in Etruskische namen.
Desalniettemin waren de relaties binnen een gens een doorslaggevend factor in de politiek; leden van dezelfde gens waren "familie" van elkaar, en waren daarom vaak (maar niet altijd) politieke bondgenoten.
Gentes hadden wel een wettelijke basis in de Romeinse Republiek. De gens als rechtspersoon kon eigendom hebben, inclusief een familie-kerkhof. Er was een hoofd van de gens, in vroege tijden zeer formeel, later meer informeel; het kwam zelfs bij bekende leden van de patricische gentes voor dat zij zichzelf lieten adopteren door plebejische families om zo in aanmerking te komen voor ambten die alleen voor plebejers toegestaan waren. Leden van een gens waren verplicht om elkaar te helpen indien gevraagd. Een gens was exogaam, dat wil zeggen, individuen konden niet binnen de gens een huwelijkspartner zoeken.
Een gens was meestal patrilineaal en patriarchaal. Deze gebruiken komen echter niet noodzakelijkerwijs van de Italische volken: de Etrusken zouden ze ook toegepast hebben. Ten tijde van de Romeinse Republiek was de Etruskische cultuur in hoog tempo aan het assimileren tot de Italische en werden de gentes waarschijnlijk gemengd.
Oorspronkelijk was het niet toegestaan dat patriciërs en plebejers met elkaar trouwden, met als resultaat dat ettelijke patricische families ophielden te bestaan, tot de Lex Canuleia in werking trad, die gemengde huwelijken toestond.
Er waren twee categorieën van gentes onder de patriciërs, de gentes maiores en de gentes minores. De maiores waren de leidende families in Rome. Deze waren de Aemilii, Claudii, Cornelii, Fabii, en de Valerii. Zij claimden speciale religieuze en seculiere privileges.
De gentes werden verenigd in drie tribus, waaruit de curiae werden samengesteld. Dit vormde de basis voor de pre-urbane Romeinse maatschappij.

## Verder lezen
- L. Schmitz, art. Gens, in W. Smith, Dictionary of Greek and Roman Antiquities, Londen, 1875, pp. 567‑570.